# Мартьяновское (Ярославская область)
В Рыбинском районе есть деревни с похожими названиями Мартьяново, в Глебовском сельском поселении.
Мартья́новское (ранее Большое Мартьяновское) — деревня Октябрьского сельского округа в Октябрьском сельском поселении Рыбинского района Ярославской области .
Деревня ранее называлась Большое Мартьяновское, но в связи с исчезновением Малого Мартьяновского, прилагательное Большое в современных документах опускается. Малое Мартьяновское в настоящее время — урочище, поле на дороге Р151, между отворотами на Дюдьково и Песочное .
Деревня расположена на правом берегу реки Сонохта. Единственная улица деревни протянулась вдоль берега и дома обращены к берегу реки. Мартьяновское — последняя деревня вверх по течению этой реки. Деревня находится в южной части сельскохозяйственных угодий с центром в посёлке Октябрьский, выше по течению Сонохты, на юг начинается незаселённый лесной массив. Дорога к Октябрьскому на север проходит через село Панфилово. В восточном направлении от деревни среди лесов имеется свободное от леса поле, урочища Кунья Гора и Нечаевское . Урочище Кунья Гора имеет возвышенность высотой 135 м . В западном направлении — свободные от леса поля только вокруг деревень Ламаница и Новое .
На 1 января 2007 года в деревне числился 1 постоянный житель. Почтовое отделение посёлка Октябрьский обслуживает в деревне 3 дома .